# Arcángel Rafael y Tobías
Arcángel Rafael y Tobías es un cuadro del pintor Tiziano, realizado en 1511, que se encuentra en la Galería de la Academia de Venecia.

## El tema

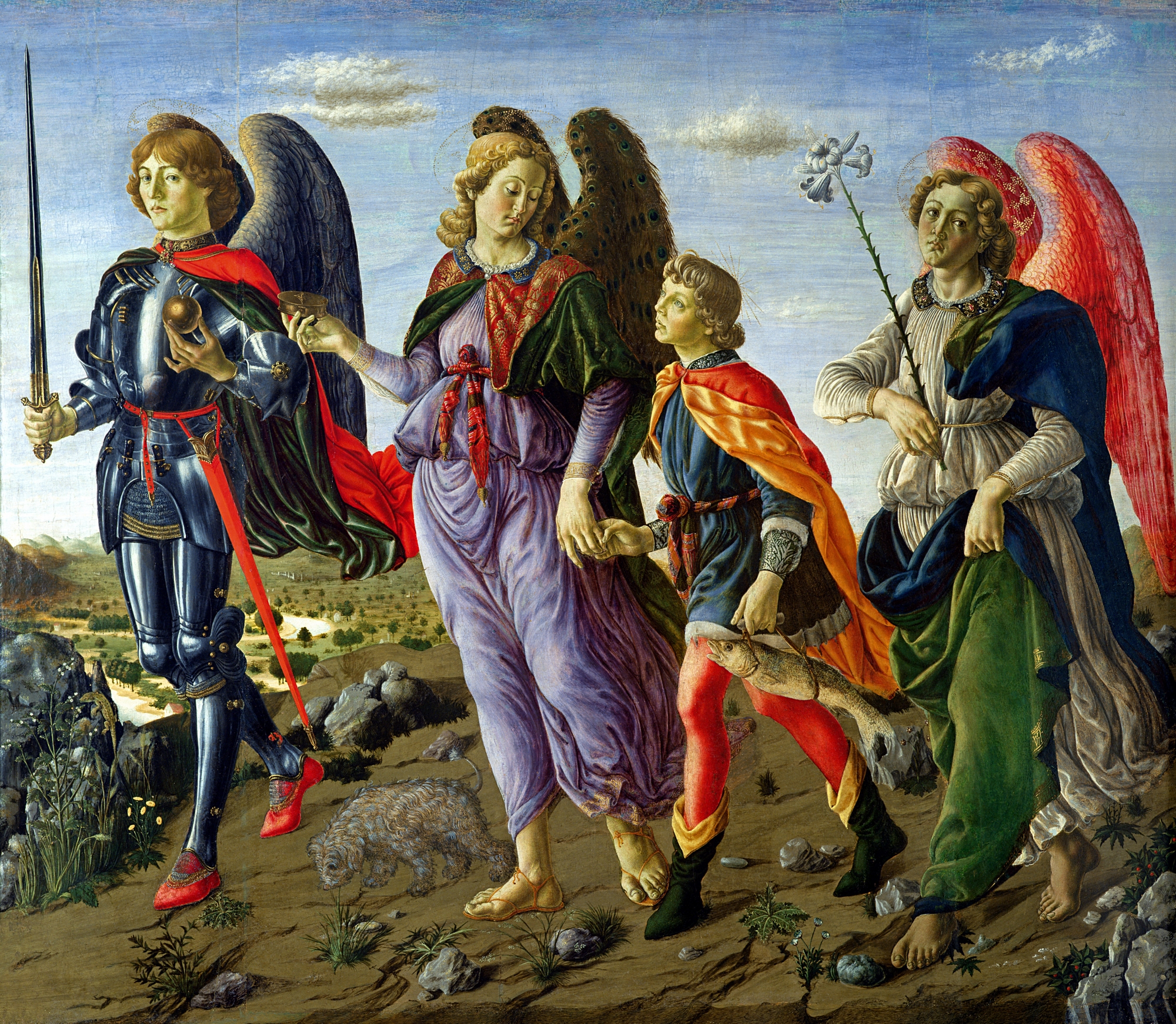
Los tres arcángeles con Tobías, 1470, Francesco Botticini.

El cuadro versa sobre el relato narrado en el bíblico Libro de Tobías, donde se desarrolla la vida de este judío y sus milagros. En el Antiguo Testamento no se denomina a Rafael arcángel pero sí en el libro de Tobías.
Aquí se representa a Tobías como un niño, a diferencia de otras versiones, como la de Francesco Botticini, que le pinta más desarrollado, ya adolescente. El tema ha sido profusamente representado con ejemplos como Paisaje con Tobías y el Arcángel Rafael de Claudio de Lorena, en el Museo del Prado o Rafael en el Museo Thyssen-Bornemisza
La iconografía, que aparece con bastante frecuencia en el siglo XV, especialmente en Florencia pero más raramente en Venecia, se atribuye a menudo al encargo de familias de mercaderes que, con motivo del primer viaje emprendido por los miembros más jóvenes, invocaban la protección del arcángel Rafael.

## Descripción de la obra
El gran arcángel conduce de la mano a Tobías, que le mira con ternura mientras caminan, con el pez (al que los pintores aludían con insistencia por su significado cristológico) que le identifica como motivo iconográfico.
A la izquierda de los personajes, un pequeño perrito representa la fidelidad hacia el hombre, quien los acompaña en el camino.
La pintura pertenece a la primera fase del artista y fue encargada para la iglesia veneciana de Santa Catalina, sobre un altar dedicado al arcángel Rafael. La presencia del escudo de armas de la familia Bembo presupone que la pintura fuera encargada por un familiar del humanista y erudito Pietro Bembo, con que el artista mantuvo una larga amistad. Esta hipótesis, sin embargo, no se basa en hechos comprobados, aunque se menciona, más adelante, a dos monjas de la familia Bembo en las reuniones del convento de la iglesia.